# Неонационализм
Неонационализм (англ. neo-nationalism) или новый национализм (англ. new nationalism) — идеология и политическое движение, построенные на основных характеристиках классического национализма, включающие элементы реакционного характера, возникшие в ответ на политические, экономические и социально-культурные изменения, которые сопровождали глобализацией во время второй волны глобализации в 1980-х годах
Неонационализм связан с такими идеологиями как правый популизм, антиглобализм, нативизм, протекционизм, антииммиграционизм, исламофобия и евроскептицизм. Глобализацию и идею «единой нации» неонационалисты считают угрозой идентичности, призывая к защите символического наследия нации, такого как искусство и народные традиции, что также характерно для культурного национализма.
Особо заметными проявлениями нового национализма являются голосование за Brexit на референдуме о членстве Великобритании в Европейском союзе в 2016 году и президентская кампания Дональда Трампа в 2016 году. Несколько неонационалистических политиков пришли к власти или активно баллотировались в 2010-х и 2020-х годах, включая Джорджию Мелони в Италии, Марин Ле Пен во Франции, Жаира Болсонару в Бразилии, Родриго Дутерте и Бонгбонга Маркоса на Филиппинах.

## Происхождение
Неонационализм считается общезападноевропейским явлением и берёт свое начало в период после окончания Холодной войны и изменениях, которые третья фаза глобализации принесла в западноевропейские государства. Интеграция и расширение Европейского союза привели к ряду экономических, социальных и политических изменений, вызвавших неопределённость на индивидуальном и коллективном уровне. Расширение прав и возможностей Европейского союза путём принятия новых членов и референдумы по Европейской конституции сформировали идею транснационального квазигосударства и глобальной нации в условиях либеральной демократии как единой политической идеологии, которая управляет этим транснациональным государством. После того как Договор о введении Конституции для Европы был отклонён, делегирование национального суверенитета Европейскому союзу рассматривалось неонационалистами как стратегический акт, который подрывает национальный суверенитет государств и их право на самоопределение.

## Внешние факторы
Драматические события в исламском мире в 1980-х годах, такие как Иранская революция и Ливанская война, положили начало росту иммиграции в западноевропейские государства. Проблемы, с которыми сталкивались иммигранты в связи с их прибытием, размещением и интеграцией в новое общество принимающего государства, мотивировали реструктуризацию политической повестки дня и корректировку политики, которая интегрировала разнообразие иммигрантов. Включение «иностранных принципов» рядом с традиционными элементами, составляющими характер принимающего государства, в качестве критериев политики привело к ощущению угрозы, которое ощущали неонационалисты. Этот процесс был оформлен как «исламизация» и превратился в объяснительный фактор для определенного оборонительного коллективного поведения.
Конфликты и насилие, последовавшие за политической дестабилизацией в некоторых исламских государствах, привели к категоризации ислама как имеющего антидемократический и антисовременный характер, который противоречит западной либеральной демократии. После атак 11 сентября этот образ ислама стал доминирующим. Ощущение «исламской угрозы» современным обществам и их культуре, распространившееся по западноевропейским государствам, привело к росту национального самосознания и гордости в плане культуры и фольклора, а также потребности в защите национальной культурной идентичности.

## Корни национализма
Неонационализм берёт свои корни в классическом национализме. И националисты, и неонационалисты рассматривают нацию как одну семью, но различаются в критериях принадлежности. Для националистов государство и нацию это семья, члены которой неразрывно связаны на основе этнической, расовой, генетической, религиозной или культурной однородности как критериев принадлежности. Неонационалисты, напротив, более важным считают историческую ассоциацию, что принципиально их отличает от предшественников с точки зрения инклюзивности.

## Обзор и характеристики
Майкл Хирш в своей статье для Politico описал неонационализм как «жестокое популистское неприятие статус-кво, которое мировые элиты навязали международной системе после окончания Холодной войны, и которое избиратели с низкими доходами, по понятным причинам, посчитали несправедливым». Майкл Брендан Догерти написал в The Week, что новый национализм — это «широкое нативистское восстание» против политики после Холодной войны, которая долгое время «характеризовалась ортодоксальностью свободной торговли, поддержкой экономики услуг, неолиберальными торговыми соглашениями и либерализованной иммиграционной политикой». Профессор политологии Эйрикур Бергманн определяет новый национализм как особый вид нативистского популизма.
The Economist писал в ноябре 2016 года, что «новые националисты на коне, обещают закрыть границы и восстановить былую однородность обществ». Этот же журнал писал, что «г-н Трамп должен осознать, что его политика будет разворачиваться в контексте ревнивого национализма других стран», и назвал неонационализм «скользкой концепцией», которой «легко манипулировать». Они также противопоставляли этнический национализм гражданскому, предсказывая, что новый национализм может стать «злым» и трудноуправляемым, ссылаясь в качестве примера на китайский национализм.
Кларенс Пейдж писал в Las Vegas Sun, что «новый нео-племенной национализм вскипел в европейской политике и в меньшей степени в Соединённых Штатах после мирового экономического кризиса 2008 года». В The Week Райан Купер и исследователи из CEPR связали правый популизм XXI века с Великой рецессией. По словам гарвардского политолога Яши Мунка, «экономическая стагнация среди белых низшего и среднего класса [стала] основным фактором роста национализма во всём мире». По словам религиоведа Марка Л. Мовезиана, новый национализм «настраивает национальное государство против наднациональных либеральных режимов, таких как ЕС или НАФТА, а местные обычаи и традиции, включая религиозные традиции, против чуждых внешних тенденций».
Известные консерваторы Дэвид Брог и Йорам Хазони написали в National Review, что хотя некоторые консерваторы рассматривают новый национализм, связанный с Brexit, Родриго Дутерте и Дональдом Трампом, как предательство консервативной идеологии, они видят в нём «возвращение». По словам консервативного комментатора Джоны Голдберга, национализм, связанный с Трампом, «на самом деле не более чем бренд для общей политики белой идентичности».
В своей статье для The Week Дэймон Линкер назвал идею неонационализма как расизма «чушью» и продолжил, что «тенденция прогрессистов описывать его как не что иное, как «расизм, исламофобию и ксенофобию» — это желание делегитимизировать любую партикуляристскую привязанность или форму солидарности, будь то национальная, языковая, религиозная, территориальная или этническая».